# Kosovo
Kosovo (alb. Kosova, Kosovë, Republika e Kosovës; srp. Република Косово; tur. Kosova Cumhuriyeti) je djelomično priznata država u jugoistočnoj Europi. U veljači 2008. Skupština Kosova jednostrano je proglasila Republiku Kosovo, koju je do 24. travnja 2023. priznalo 90 od 193 država članica UN-a, te četiri ne-članice UN-a: Suvereni malteški vojni red, Republika Kina (Tajvan) (iako Kosovo nije priznalo Republiku Kinu (Tajvan)), Cookovo Otočje i Niue.
Kosovo se nalazi pod upravom EULEX-a od 2008. godine, a izvan nadzora Republike Srbije.
Od kolovoza 2006., Kosovo je bilo „entitet pod privremenom međunarodnom upravom“ kojemu je glavni grad Priština (alb. Prishtinë). 17. veljače 2008. kosovska Skupština proglasila je neovisnost, uz jamčenje prava srpskog i ostalih manjinskih naroda koji ondje žive. Tu odluku Srbija nije priznala, dok su neovisnost Kosova uskoro priznale SAD, Kanada, Ujedinjeno Kraljevstvo, većina država Arapskoga poluotoka, Njemačka i druge zemlje, uključujući Hrvatsku.
Zbog svoje apsolutne većine, Albanci imaju potpunu vlast na Kosovu, uz iznimku dijelova nekoliko općina na sjeveru Kosova. Dio Srba (Kosovci) ne žele sudjelovati ni u kakvoj vladi koja nije vođena iz Beograda.
Prema rezultatima službenog popisa iz 2011. na Kosovu je živjelo 1 739 825 stanovnika, od čega 92,93 posto čine Albanci, a 1,47 posto Srbi. Ovi postotci su vjerojatno varljivi s obzirom da popis nije proveden na Sjevernome Kosovu, u trima općinama s većinskim srpskim stanovništvom: Zubin Potoku, Zvečanu i Leposaviću.
Kosovo je formirano kao zasebna država povodom Rata na Kosovu krajem 1990.-ih godina, kada je Srbija albansku oružanu pobunu pokušala slomiti protjerivanjem većinskoga albanskog stanovništva Kosova. Međunarodna zajednica na to je odgovorila vojnom intervencijom koja se u prvom redu sastojala od NATO-ova zračna bombardiranja Srbije i Crne Gore velikih razmjera, koja je dovela do sloma režima Slobodana Miloševića i prestanka srbijanske vlasti nad Kosovom.

## Povijest

### Prapovijest
Kosovo su naseljavali Dardani, ilirsko-tračansko pleme do rimskoga osvajanja.

### Srednji vijek
Slaveni naseljavaju ravnicu od 6. stoljeća. Na Kosovu 1072. godine negdašnje Bugarsko Carstvo biva obnovljeno. Trajno osvajaju ovo područje od Bizantinaca u 11. i 12. stoljeću. Ono kasnije postaje središte srpske monarhije i pravoslavlja u 13. stoljeću i ostaje njen dio sve do Kosovske bitke 1389. godine kada pada pod tursku vlast u 15. stoljeću. U 14. stoljeću došli su trgovci iz Dubrovačke Republike i dobili velike povlastice od srpskih vladara (današnji hrvatski Janjevci).

### Turska vlast
Kosovo kao sandžak postoji od 1455. godine kao sastavni dio Rumelije, a 1878. reformirano je u vilajet. Za vrijeme turske vlasti kršćansko stanovništvo biva islamizirano, iseljava i općenito biva zamijenjeno muslimanskim Albancima, Turcima, ali i drugim narodima muslimanske vjere.
Od 1910. do 1912. traje albanski narodni ustanak protiv turske vlasti na Kosovu.
- Kosovski vilajet, 1875.-1878.
- Kosovski vilajet, 1881.-1912.

### 1912. – 1918.
Godine 1912. i 1913. u Balkanskim ratovima Srbija osvaja Kosovo, a Crna Gora Metohiju (veći, zapadni dio), u čijim sastavima ostaju do 1918., a djelomično i u kasnijim državnim oblicima. U srbijanskom dijelu KiM 1913. izbija velika albanska pobuna, koja je uzrokovala intervenciju vojske. Nakon vojnog sloma Srbije 1915. i Crne Gore 1916., područje Kosova okupiraju snage Austro-Ugarske i Bugarske.
Srbijansko-francuska vojska, nakon proboja Solunske fronte, zauzima područje 1918. godine. Kosovo ulazi u sastav Jugoslavenske kraljevine prosinca iste godine.

### Od Prvoga svjetskog rata do proglašenja neovisnosti
Od 1918. do 1941. dio je Kraljevine Jugoslavije, poznate kao Kraljevina Srba, Hrvata i Slovenaca do 1929. godine.
Podjelom na oblasti, 1922. godine, raskomadano je na pet oblasti i to, Zetsku oblast sa sjedištem na Cetinju (Peć, Đakovica), Rašku oblast sa sjedištem u Čačku (Mitrovica, Leposavić), Kosovsku oblast sa sjedištem u Prištini (Prizren, Podujevo, Kuršumlija), Oblast sa sjedištem u Vranju (Gnjilane, Kamenica), a manji dijelovi pripojeni su i Skopskoj oblasti.
U jesen 1926. godine dolazi do većeg sukoba između sjevernoalbanskih plemena i jugoslavenske vojske. Sukob se vodio najprije na granici, a onda se proširio na teritorij obje države. Stoga dolazi do konferencije veleposlanika, koju je organizirala Liga naroda, radi očuvanja mira u Europi. Konferencija je promijenila granicu između dviju zemalja: Kraljevini SHS je dodijeljen albanski dio uz područje Metohije, a Albaniji jugoslavenski dio uz Vardarsku Makedoniju. Dodijeljena područja nisu se znatno razlikovala po površini.
Podjelom na banovine 1929. Kosovo je podijeljeno na 3 banovine (Zetsku, Moravsku i Vardarsku), nestalo je Kosovske oblasti.
Vlasti Kraljevine Srbije i Kraljevine Crne Gore provodeći agrarnu reformu upuštale su se u politiku državnog terorizma nad albanskim stanovništvom, a isto se nastavilo i u Kraljevini Jugoslaviji i njezinoj agrarnoj reformi.
Nakon invazije Sila osovine talijansko-albanske snage osvajaju Kosovo i većinu pripajaju Albaniji pod talijanskom upravom. Tada su počinjeni zločini u koncentracijskim logorima nad nealbanskim (srpskim, židovskim[nedostaje izvor], romskim[nedostaje izvor] i drugim[nedostaje izvor] stanovništvom). 100.000 Srba biva protjerano [nedostaje izvor], a 10.000 ubijeno[nedostaje izvor]. Godine 1943. Italija prilazi Saveznicima i albanska lokalna uprava kojoj pomažu njemačke naoružane snage vlada Kosovom.
Kosovari i Kosovci započeli su narodnooslobodilačku borbu u jesen 1942. osnivanjem Glavnoga štaba za Kosovo i Metohiju, te Partizanskoga odreda "Zejnel Ajdini". Krajem 1943. i početkom 1944. održana je u selu Bujanu (također vidi Bunjaj iznad rijeke Valbone, oko 10 km uzvodno od njenog ušća u Bijeli Drim, kraj mjesta Bajram Curri u Albaniji) konferencija Pokrajinskoga komiteta KPJ za Kosovo i Metohiju (sastoji se od Oblasnog komiteta KPJ za Kosovo i Oblasnog komiteta KPJ za Metohiju) kojom se osniva Oblasni NOO za Kosovo i Dukađin (albanski naziv za Metohiju i pogranična područja Albanije).
Autonomija Kosova na zasjedanju Oblasnog narodnooslobodilačkog odbora Kosova i Metohije, održanom 8. do 10. srpnja 1945. donosi zaključak da se Kosovo i Metohija priključi federalnoj Srbiji u Demokratskoj Federativnoj Jugoslaviji sa statusom autonomije.
Autonomna Kosovsko-metohijska oblast (AKMO) kao sastavni dio Federalne države Srbije opstoji od 1945. unutar Demokratske Federativne Jugoslavije, a od 1946. unutar Federativne Narodne Republike Jugoslavije kojoj je sastavni dio Narodna Republika Srbija. 1963. godine novim ustavom stvorena je Socijalistička Autonomna Pokrajina Kosovo kao dio Socijalističke Republike Srbije unutar Socijalističke Federativne Republike Jugoslavije. Ustav od 1963. promijenio je ime Regija u Pokrajinu ali je umanjio autonomni status Pokrajine. Socijalistička autonomna pokrajina (SAP) Kosovo postala je obični kotar Srbije.
Krajem studenoga 1968. je JNA prvi put intervenirala radi "smirivanja" naroda. Albanci su u Prištini i inim gradovima na Kosovu na 27. studenoga, koji je bio državni blagdan susjedne Albanije, Dan zastava, masovno izašli na ulice. Zahtijevali su da AP Kosovo postane republikom (poznati slogan: Kosovo republika!). Milicija i JNA su brutalno reagirale i tako ugušile nemire.
Ustavom iz 1974. proširena su autonomna prava, a SAP Kosovo je izjednačena s ostalim republikama na saveznoj razini.
1980. godine Albanci prosvjeduju i traže službeno ravnopravan status Kosova kao republike unutar SFR Jugoslavije. Krajem 1980-ih su uslijedili novi nemiri, što je rezultiralo slanjem novih milicijskih snaga na Kosovo. No, 1989. godine gubi status autonomne pokrajine u SFRJ, degradiran je Ustav Pokrajine. Srbija ipak, kao i za Vojvodinu, zadržava člana Predsjedništva SFRJ iz Kosova. Kao odgovor na ove poteze, skupina albanskih političara donosi „Ustav Republike Kosova“ u Kačaniku i proglašava neovisnost Kosova. Počinju sukobi s jugoslavenskim i srpskim vodstvom, a veliki dio albanskog življa bojkotira popis stanovništva 1991. kao i sve izbore održane od tada. Na referendumu iz 1991., koji Srbija ne priznaje, većina se izjašnjava za neovisnost. Kosovo 1992. sa Srbijom postaje dio Savezne Republike Jugoslavije. Sukobi se zaoštravaju 1996. godine i eskaliraju u otvoreni građanski rat između Oslobodilačke vojske Kosova i albanskih paramilitarnih jedinica s jedne strane i srpsko-jugoslavenskih snaga s druge. U ratu (1998. – 1999.) izbjeglo je preko pola milijuna Albanaca i skoro 300 000 Srba i ostalih, bilo je 12 000 mrtvih (9.000-10.000 Albanaca, 1.000-2.000 Srba, Roma, Bošnjaka i drugih). 1999. godine NATO izvodi bombardiranje SRJ i preuzima Kosovo od jugoslavenskih snaga, a UN stavlja to područje pod svoj protektorat, donoseći rezoluciju 1244. Dolazi do velikog egzodusa preostalog nealbanskog (uglavnom srpskog) stanovništva. Neredi se nastavljaju 15. ožujka 2004., 18-godišnji Srbin, Jovica Ivić, biva upucan u selu Čaglavici u središnjem dijelu Kosova. Lokalni Srbi iz sela su organizirali demonstracije i blokirali promet u znak protesta zbog napada.
Dana 16. ožujka, troje albanske djece utopilo se u rijeci Ibar u selu Čabar, pored srpskog mjesta Zubin Potok. Četvrti dječak je preživio. Nagađalo se da su on i njegovi prijatelji proganjani do rijeke od Srba iz osvete za strijeljanje Ivića prethodni dan, i da je to uzrok utapanja djece.
UN-ov glasnogovornik policije Neeraj Singh izjavio je da je preživjeli dječak bio pod jakim pritiskom albanskih novinara koji su predložili što treba reći. Istraga je pokazala da dijete nije govorilo istinu o događaju, što je dovelo srpsku javnost da vjeruje da je protusrpsko nasilje koje se dogodilo zbog tog nepostojećeg zločina bilo unaprijed planirano. Oko 4.000 Srba je protjerano, zapaljeno je 935 srpskih kuća, 10 javnih objekata (škole, zdravstveni centri i poštanski uredi) i 35 kršćanskih samostana i crkvi.

### Od proglašenja neovisnosti
17. veljače 2008. godine u 16 sati kosovska je Skupština proglasila neovisnost Kosova, jamčeći zaštitu svim nacionalnim zajednicama na Kosovu. Istog je dana Skupština donijela odluku i o novoj kosovskoj zastavi i grbu. Već sljedećeg dana, 18. veljače, pristigla su i prva međunarodna priznanja. Kosovo je kao neovisnu državu prvi priznao Afganistan, a najveće zemlje Europske unije (Francuska, Velika Britanija, Njemačka) izjavile su da su donijele odluku o brzom priznanju Kosova. Kosovo su istog dana priznale i Sjedinjene Američke Države. Sama Europska unija ostala je podijeljena po pitanju priznanja neovisnosti Kosova, jer se tom činu oštro protivila Španjolska, a onda i Rumunjska, Slovačka, Grčka i Cipar. Istovremeno, u Beogradu i drugim gradovima u Srbiji došlo je do nasilnih prosvjeda.
19. ožujka 2008., hrvatska je vlada, u dogovoru s vladama Republike Mađarske i Bugarske, usvojila Zajedničku izjavu, kojom su te tri države najavile priznanje neovisnosti Kosova. Vlada Republike Hrvatske istog je dana na zatvorenom dijelu svoje sjednice donijela odluku o priznanju neovisnosti Republike Kosova. Prvi predsjednik samostalnoga Kosova bio je Fatmir Sejdiu.
- Republika Kosovo prema kosovskim institucijama i zemljama koje priznaju Kosovo
- AP Kosovo i Metohija prema srbijanskoj vladi i zemljama koje ne priznaju Kosovo

## Zemljopis
Kosovo je površinom najmanja država Jugoistočne Europe. Reljefno se sastoji od dviju većih zavala: Kosovske (srednja visina 500 m) na istoku i Metohijske (srednja visina 350 m) na zapadu. Dno zavala prekriveno je tercijarnim i kvartarnim naslagama. Okružene su visokim planinama: Prokletijama (najviši vrh Kosova je Đeravica, 2656 m), Žljebom (2365 m) i Mokrom gorom (2155 m) na sjeveru, te Šar-planinom (2604 m) na jugozapadu. Planine su građene od mezozojskih vapnenaca, paleozojskih škriljevaca i eruptivnih stijena.
Klima je submediteranska do planinska. Srednja siječanjska temperatura je 0–2 °C, a srednja srpanjska 23–25 °C. Prosječna godišnja količina oborina kreće se od 500 do 1.000 mm. Rijeke pripadaju slijevu Jadranskoga (porječje Belog Drima), Crnoga (Tara, Piva, Lim, Ibar) i Egejskoga mora (rijeka Nerodimka spaja egejski i crnomorski slijev; bifurkacija). Najdulje tekućice: Beli Drim (128 km, od čega 111,5 km na Kosovu), Sitnica (110 km), Ibar (280 km, od čega 85 km na Kosovu). Oko 40% površine Kosova prekrivaju šume.

### Granice
- s Albanijom - 111,7 km
- s Crnom Gorom - 78,6 km
- sa Sjevernom Makedonijom - 158,7 km
- sa Srbijom - 365,8 km

Što ukupno čini 700,7 km granice.

### Površina
Kosovo zauzima područje od 10 887 km²

### Prirodni opis
- Jezera: Vrbničko jezero (umjetno), Svrčin, Sazlija
- Rijeke: Sitnica, Lab, Drenica, Lepenac, Bijeli Drim, Pećka Bistrica, Erenik, Prizrenska Bistrica, Dečanska Bistrica, Krenica, Nerodimka, Ibar.
- Planine: Prokletije, Paštrik, Koritnik, Šar-planina, Kopaonik.

Kao zanimljivost, na Kosovu je postojala dvoslivnost rijeke Nerodimke, koja je svojim ulijevanjem pripadala i Vardarskom i Dunavskom slijevu.

## Uprava
Kosovo se sastoji od 30 općina i 7 okruga: Đakovički, Gnjilanski, Kosovskomitrovački, Pećki, Prištinski, Prizrenski i Uroševački

## Stanovništvo
Prema rezultatima službenog popisa iz 2011. na Kosovu živi 1 739 825 stanovnika, od čega 92,93 posto čine Albanci, a 1,47 posto Srbi. Popis nije proveden na Sjevernome Kosovu, u trima većinski srpskim općinama Zubin Potoku, Zvečanu i Leposaviću.
Budući da su Albanci na Kosovu odlučili bojkotirati sve srpske ustanove od 1990-ih, pa tako i popis stanovništva, teško je odrediti točan broj stanovnika. Procjenjuje se da je Kosovo 2002. imalo oko 2,3 milijuna stanovnika od kojih su većina bili Albanci (88%), zatim slijede Srbi (7%), te manjine: Bošnjaci, Romi, Crnogorci, Turci i Hrvati. Gustoća naseljenosti bila je 205 stanovnika/km2.
Procjenuje se da je Kosovo 1991. imalo oko 1 950 000 stanovnika (prema neslužbenim procjenama Jugoslavije 1 956 196 stanovnika), od čega su Albanci činili 82%, Srbi 10%, Muslimani 3%, Romi 2%, Crnogorci 1%, Hrvati, Goranci, Aškalije i drugi 2%.
Prema zadnjem službenom popisu, iz 1981., Kosovo je imalo 1 584 440 stanovnika od čega su Albanci činili 77,4%, Srbi 13,2%, Muslimani 3,7%, Romi 2,1%, Crnogorci 1,7%, Turci 0,8%, a Hrvati 0,6%, uz druge.
Srba ima u značajnijem postotku jugoistočno od Prizrena, te na sjeveroistočnom dijelu Kosova.
 
Crnogoraca ima u značajnijem postotku u okolici Peći. Crnogorci obilježavaju Dan Crnogoraca Kosova 14. svibnja.
Goranci žive u selima uz albansku granicu kod Đakovice i Dragaša (kraj zvan "Gora").
Turci su značajna zajednica u Prizrenu.
Hrvati žive u selima Janjevo, Letnica te nekoliko manjih sela.
Na Kosovu je najveći prirodni prirast stanovništva u Europi, a najviše je izražen kod Albanaca i Hrvata. Stopa iznosi skoro 30 potisućaka.
Na Kosovu je bila i najveća stopa nepismenosti na području bivše SFRJ.

### Rezultati prethodnih popisa
- 1991. blizu dva milijuna stanovnika (80% Albanci, 10% Srbi)
- 1981. 1 584 441 stanovnika (Albanci 77,4%, Srbi 13,2%)
- 1971. 1 243 693 stanovnika (Albanci 73,7%, Srbi 18,4%)
- 1961. 963 988 stanovnika (Albanci 67,2%, Srbi 23,6%)
- 1953. 808n141 stanovnika (Albanci 64,9%, Srbi 23,5%)
- 1948. 727 820 stanovnika (Albanci 68,5 %, Srbi 23,6 %)

### Najveći gradovi
(stanje od 31. prosinca 2003.)
| Najveći kosovski gradovi | Najveći kosovski gradovi                                 |
| Ime grada                | Broj stanovnika                                          |
| ------------------------ | -------------------------------------------------------- |
| Priština                 | 350 000-500 000 (procjene variraju nakon rata na Kosovu) |
| Prizren                  | 107 614                                                  |
| Gnjilane                 | 79 898                                                   |
| Peć                      | 81 800                                                   |
| Kosovska Mitrovica       | 68 929                                                   |
| Đakovica                 | 68 645                                                   |
| Uroševac (alb. Ferizaj)  | 39 800                                                   |
| Podujevo                 | 37 203                                                   |

## Janjevci i Letničani
Na Kosovu već stoljećima žive Hrvati Janjevci. To su stanovnici mjesta Janjeva i okolnih naselja, u blizini Prištine. Na Kosovu isto tako žive i Hrvati Letnićani u i oko sela Letnice (marijansko svetište) u blizini Vitine (Šašare, Vrnez, Vrnavo Kolo). Hrvati žive još u selu Kabašu.
Janjevci i Letničani jedna su od dvije katoličke zajednice na Kosovu. Uglavnom potječu od hrvatskih trgovaca iz Dubrovačke Republike i dubrovačkih zajednica u Srednjoj Bosni, koji su se naselili u kosovskim naseljima tijekom 14. stoljeća.
Prvi pisani spomen o Janjevcima je tekst pape Benedikta XII. iz 1303., koji je naveo Janjevo kao sjedište katoličke župe Sveti Nikola. Od 1991., zbog etničkih nemira i rata na Kosovu, Janjevci su se iseljavali s Kosova, i to uglavnom u Hrvatsku.
Prije 1991. na Kosovu je bilo 8062 Janjevaca. 1998. godine ih je ostalo oko 1300. Nakon rata na Kosovu, u samom je Janjevu ostalo samo oko 350 Janjevaca, a ostali su se uglavnom iselili u Hrvatsku.

## Šport

### Nogomet
Nogomet je najrazvijeniji šport na Kosovu. Brojni su poznati nogometaši ponikli ovdje, a mnogi su poslije igrali i za reprezentacije drugih država, uglavnom u Hrvatskoj.
Među ostalim, s Kosova su i: Fadil Vokrri, Ardian Kozniku, Fadil Muriqi, Kujtim Shalla, Xhevat Prekazi, Lorik Cana. U svibnju 2016. Kosovo je postalo punopravnim članom nogometnih organizacija UEFA-e i FIFA-e.
Vidi i: Kosovska nogometna reprezentacija

### Borilački športovi
Kosovo je dalo brojne poznate borce borilačkih športova.

#### Boks
Boks je po razvijenosti dugo vremena bio športom br. 2 na Kosovu.
Azis Salihu, dugo vremena jugoslavenski boksački reprezentativac i državni prvak, osvajač više medalja na međunarodnim natjecanjima.
Luan Krasniqi, koji se rodio u Đakovici, poslije je bio osvajač odličja i poznati profesionalni boksač, zatim Azem Maksutaj.

### Košarka
Koncem 1990-ih i početkom 2000-ih košarka doživljava procvat, kada je i velik broj europskih trenera i igrača, od kojih dosta hrvatskih, otišao igrati, odnosno, trenirati klubove na Kosovu.[nedostaje izvor]

### Rukomet
Za razliku od europske košarkaške organizacije FIBA-e, rukometna europska organizacija EHF priznala je i primila u svoje članstvo, za početak kosovske klubove. Iako slabije kvalitete u odnosu na europsku konkurenciju, u sezoni 2006./07. su se rukometaši i rukometašice uključili u europska klupska natjecanja.

## Zanimljivosti
Kosovski premijer izabran 2006., Agim Çeku, bio je časnik Hrvatske vojske u Domovinskom ratu.
Današnji ministar vanjskih poslova Republike Kosovo zove se Enver Hoxhaj (usporedi: Enver Hoxha).